# Camaret-sur-Mer
Camaret-sur-Mer (en bretó Kameled) és un municipi francès, situat a la regió de Bretanya, al departament de Finisterre. L'any 2006 tenia 2.624 habitants.

## Barris i fraccions
Ar-Grill, le Bourg, Le Cosquer, Le Lannic, Le Restou, Le Styvel, Keranguyader, Keraudren, Kerbonn, Kerguélen, Kerhos, Kerloc'h, Kermeur, Kermoal, Kerven, Kervian, Lagatjar, Lambézen, Lannilien, Pen ar Yeun, Pen-hir, Penfrat, Rigonou, Saint-Julien, Trésigneau, Ty ar Guen.

## Demografia
| 1800                                       | 1820 | 1841 | 1861 | 1881 | 1901 |
| ------------------------------------------ | ---- | ---- | ---- | ---- | ---- |
| 687                                        | 873  | 1181 | 1233 | 1933 | 2201 |
| 1911                                       | 1921 | 1931 | 1936 | 1946 | 1954 |
| 3257                                       | 3291 | 3528 | 3644 | 3469 | 3435 |
| 1962                                       | 1968 | 1975 | 1982 | 1990 | 1999 |
| 3649                                       | 3593 | 3272 | 3047 | 2933 | 2668 |
| Des de 1962: Població sense dobles comptes |      |      |      |      |      |

## Administració
| Període     | Identitat       | Partit            |
| ----------- | --------------- | ----------------- |
| 2008 – 2014 | Nadine Servant  | Divers Gauche     |
| 2001 – 2008 | Michel Le Page  | Sans étiquette    |
| 1995 – 2001 | Nadine Servant  | Divers Gauche     |
| 1983 - 1989 | Jean Beaufort   | Partit Socialista |
| 1977 - 1983 | Loïc Chantereau | Sans étiquette    |
| 1971 - 1977 | Joseph Landrac  | Sans étiquette    |
| 1965 - 1971 | René Heise      | Socialista        |

## Personatges il·lustres
- Saint-Pol-Roux (1861-1940)
- Jim Sévellec (1897-1971)
- René Vautier (1928-2015)